# Ponteareas
Puenteareas est une commune et une ville située dans la province de Pontevedra, dans la communauté autonome de Galice, en Espagne. En 2018, elle comptait 22 854 habitants pour une superficie de 125 km2. Son altitude est de 50 m. Puenteareas est le chef-lieu de la comarque du Condado.

## Personnalités liées à la commune
- Gabino Bugallal Araújo, (1861-1932), un homme d'État et un jurisconsulte espagnol, président intérimaire du Conseil des ministres espagnol, et plusieurs fois ministre
- Abel Caballero, (1946- ), un homme politique espagnol
- Lorenzo Olarte (1932-2014), homme politique espagnol y est né.
- Álvaro Pino, (1956- ), un coureur cycliste espagnol
- Delio Rodríguez, (1916-1994), un coureur cycliste espagnol
- Reveriano Soutullo, (1880-1932), un compositeur espagnol de zarzuelas